# Kerpert
Kerpert (en bretó Kerbêr) és un municipi francès, situat a la regió de Bretanya, al departament de Costes del Nord. L'any 2005 tenia 297 habitants.

## Demografia
| 1962                                       | 1968 | 1975 | 1982 | 1990 | 1999 |
| ------------------------------------------ | ---- | ---- | ---- | ---- | ---- |
| 617                                        | 536  | 441  | 407  | 308  | 318  |
| Des de 1962: població sense dobles comptes |      |      |      |      |      |

## Administració
| Període   | Identitat           | Partit |
| --------- | ------------------- | ------ |
| 1947-1971 | Pierre Lorguilloux  |        |
| 1971-2008 | Jean-Paul Allanic   |        |
| 2008-     | Jean-Paul Le Moigne |        |